# Мандрица
Мандри́ца (болг. Мандрица, греч. Μανδρίτσα, алб. Mandrica или Mandricë) — село в Болгарии. Находится в Хасковской области, входит в общину Ивайловград. Население составляет 85 человек.
Село Мандрица известно как единственное албанское село в Болгарии, расположено на юге страны неподалёку от государственной границы с Грецией.

## Политическая ситуация
Мандрица подчиняется непосредственно общине и не имеет своего кмета.
Кмет (мэр) общины Ивайловград — Стефан Иванов Танев (коалиция партий: Болгарская социалистическая партия, Болгарская социал-демократия, Земледельческий союз Александра Стамболийского, политический клуб «Фракия», объединённый блок труда) по результатам выборов в правление общины.